# Bullets de Jacksonville
Les Bullets de Jacksonville sont une ancienne franchise professionnelle de hockey sur glace situé à Jacksonville en Floride aux États-Unis. Elle évoluait dans la SuHL.

## Historique
L'équipe a été créé en 1992.
L'équipe disparait lorsque la ligue cesse ses activités en 1996.